# Living with the Law
Albums de Chris Whitley
Din of Ecstacy
(1995)
Living With The Law est le premier album du chanteur américain Chris Whitley, sorti en 1991 sous le label Columbia, produit par Malcolm Burn.

## Musiciens
- Chris Whitley : Chant, guitare National Acoustic, Guitare électrique, basse
- Ronald Jones : Batterie
- Daryl Johnson : Basse
- Bill Dillon : Guitare, Pedal Steel
- Malcolm Burn : Claviers, Tambourin
- Peter Conway : Harmonica
- Alan Gevaert : Basse
- Daniel Lanois : Guitare
- Deni Bonet : Viola
- Daniel Whitley : Guitare

## Liste des Titres
| No  | Titre                       | Musique       | Durée |
| --- | --------------------------- | ------------- | ----- |
| 1.  | Excerpt                     | Chris Whitley | 0:17  |
| 2.  | Living with the Law         | Chris Whitley | 3:42  |
| 3.  | Big Sky Country             | Chris Whitley | 4:45  |
| 4.  | Kick the Stones             | Chris Whitley | 4:12  |
| 5.  | Make the Dirt Stick         | Chris Whitley | 3:33  |
| 6.  | Poison Girl                 | Chris Whitley | 3:27  |
| 7.  | Dust Radio                  | Chris Whitley | 5:08  |
| 8.  | Phone Call from Leavenworth | Chris Whitley | 4:47  |
| 9.  | I Forget You Every Day      | Chris Whitley | 4:33  |
| 10. | Long Way Around             | Chris Whitley | 4:27  |
| 11. | Bordertown                  | Chris Whitley | 4:30  |
| 12. | sans nom                    | Chris Whitley | 0:18  |